# Wolfgang Zilzer
Wolfgang Zilzer, né le 20 janvier 1901 à Cincinnati (Ohio) et mort le 26 juin 1991 à Berlin (Allemagne), est un acteur américain (également connu sous le second nom de scène de Paul Andor).

## Biographie

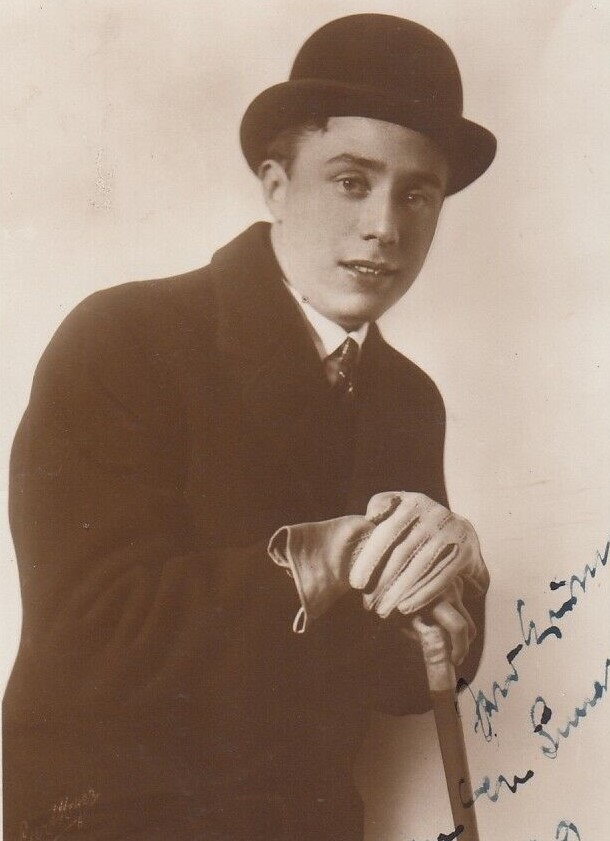
En 1915

Wolfgang Zilzer naît à Cincinnati (obtenant alors la citoyenneté américaine) de parents d'origine allemande émigrés aux États-Unis. Au décès de sa mère alors qu'il est en bas âge, son père retourne en Allemagne en 1905, ce qui amène le futur acteur à débuter au cinéma dans des films allemands (ou en coproduction) durant la période du muet, les deux premiers sortis en 1915, lorsqu'il est adolescent. De cette période, mentionnons Mata Hari de Friedrich Fehér (1927, avec Magda Sonja dans le rôle-titre et Fritz Kortner) et la coproduction franco-allemande Thérèse Raquin de Jacques Feyder (1928, avec Gina Manès et Hans Adalbert Schlettow).
La montée du nazisme le décide à revenir aux États-Unis en 1937 (passant par la France en 1935, avant de tenter un retour avorté en Allemagne), étant de confession juive. Ainsi, il contribue à des films américains (sous le nom de Paul Andor à partir de 1943), les trois premiers sortis en 1938, dont La Huitième Femme de Barbe-Bleue d'Ernst Lubitsch (avec Claudette Colbert et Gary Cooper).
Suivent entre autres Les Aveux d'un espion nazi — sous le nom de scène vite abandonné de John Voight — d'Anatole Litvak (1939, avec Edward G. Robinson et Francis Lederer), Les Déracinés de Bernard Vorhaus (1940, avec John Wayne et Sigrid Gurie) et Enemy of Women d'Alfred Zeisler (1944), centré sur Joseph Goebbels qu'il personnifie.
Après la Seconde Guerre mondiale, il apparaît encore dans quelques films américains (plus deux allemands), le dernier étant Lovesick de Marshall Brickman (1983, avec Dudley Moore et Elizabeth McGovern).
À la télévision, il collabore à dix séries américaines dès 1950, dont Studio One (deux épisodes, 1951-1952). S'ajoutent trois téléfilms allemands diffusés en 1963 et le téléfilm américain Le Journal d'Anne Frank (en) d'Alex Segal (1967, avec Lilli Palmer et Max von Sydow).
Au théâtre enfin, après des débuts en Allemagne, il poursuit sa carrière sur les planches aux États-Unis et joue notamment dans trois pièces à Broadway (New York), The Barber Had Two Sons (1943, avec Blanche Yurka et Alfred Zeisler), Mid-Summer (1953, avec Geraldine Page et Mark Stevens) et Oh, Men! Oh, Women! (1953-1954, avec Franchot Tone et Gig Young).
Vers la fin de sa vie, Wolfgang Zilzer se réinstalle en Allemagne, apparaissant ainsi dans une ultime série allemande (un épisode, 1987). Il meurt à Berlin en 1991, à 90 ans.

## Théâtre à Broadway (intégrale)
- 1943 : The Barber Had Two Sons  de Thomas Duggan et Thomas Hogan : Lars Tugar
- 1953 : Mid-Summer de Viña Delmar, décors et lumières d'Howard Bay : M. Lenoir
- 1953-1954 : Oh, Men! Oh, Women! de (et mise en scène par) Edward Chodorov : le steward

## Filmographie partielle

### Cinéma

#### Période allemande
- 1923 : L'Évasion de Baruch (Das alte Gesetz) d'Ewald André Dupont : Page
- 1927 : Mata Hari de Friedrich Fehér : Erzherzog Oskar
- 1928 : Thérèse Raquin (Du sollst nicht ehebrechen!) de Jacques Feyder : Camille Raquin
- 1929 : Jeunesse fardée (en) (Geschminkte Jugend) de Carl Boese : Walter
- 1931 : Casanova Wider Willen d'Edward Brophy (version allemande de Parlor, Bedroom and Bath)

#### Période américaine
- 1938 : La Huitième Femme de Barbe-Bleue (Bluebeard's Eigth Wife) d'Ernst Lubitsch : un vendeur de livres
- 1939 : Les Aveux d'un espion nazi (Confessions of a Nazi Spy) d'Anatole Litvak : Johann Westphal
- 1939 : Agent double (Espionage Agent) de Lloyd Bacon : Heinrich
- 1939 : Ninotchka d'Ernst Lubitsch : un chauffeur de taxi
- 1939 : Le Gangster espion (Television Spy) d'Edward Dmytryk : Frome
- 1939 : Tout se passe la nuit (Everything Happens at Night) d'Irving Cummings : un voleur sur le quai
- 1940 : La Balle magique du Docteur Ehrlich (Dr. Ehrlich's Magic Bullet) de William Dieterle : Kellner
- 1940 : Les Déracinés (Three Faces West) de Bernard Vorhaus : Dr Rudolf Preussner
- 1940 : Une dépêche Reuter (A Dispatch from Reuter's) de William Dieterle : un postier
- 1940 : Escape de Mervyn LeRoy : un employé au guichet
- 1941 : Échec à la Gestapo (All Through the Night) de Vincent Sherman : Frascher
- 1941 : Ainsi finit notre nuit (So Ends Our Night) de John Cromwell : Vogt
- 1941 : Shining Victory d'Irving Rapper : un subordonné
- 1941 : Underground de Vincent Sherman : Hoffman
- 1942 : Espionne aux enchères (The Lady Has Plans) de Sidney Lanfield : un employé allemand
- 1942 : Jeux dangereux (To Be or Not to Be) d'Ernst Lubitsch : un client de la librairie
- 1942 : L'Agent invisible contre la Gestapo (Invisible Agent) d'Edwin L. Marin : Von Porten
- 1942 : Casablanca de Michael Curtiz : le réfugié au passeport expiré tué par la police dans la rue

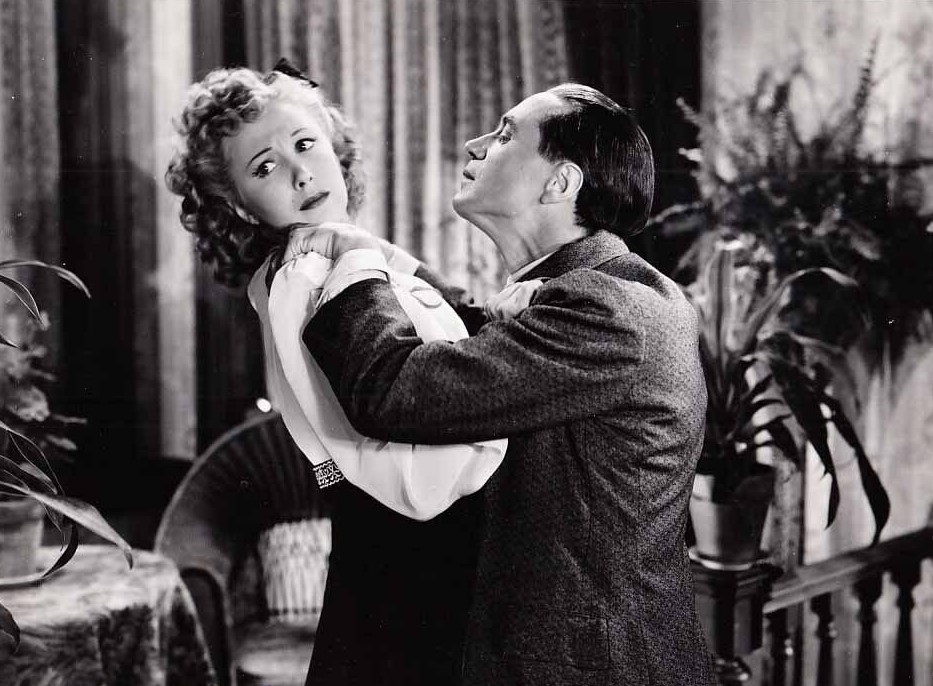
Avec Claudia Drake, dans Enemy of Women (1944)

- 1943 : Un commando en Bretagne (Assignment in Brittany) de Jack Conway : l'aide du capitaine Deichgraber
- 1943 : Hitler's Madman de Douglas Sirk : un colonel SS
- 1943 : Bomber's Moon d'Edward Ludwig et Harold D. Schuster : le docteur nazi avec Jeff
- 1943 : Face au soleil levant (Behind the Rising Sun) d'Edward Dmytryk : Max
- 1943 : The Strange Death of Adolf Hitler de James Patrick Hogan : un avocat
- 1943 : Paris After Dark de Léonide Moguy : un annonceur allemand
- 1944 : In Our Time de Vincent Sherman : le père Józef
- 1944 : Enemy of Women d'Alfred Zeisler : Joseph Goebbels
- 1945 : Week-end au Waldorf (Week-End at the Waldorf) de Robert Z. Leonard : un serveur
- 1947 : Carnegie Hall d'Edgar George Ulmer : un serveur
- 1948 : Femmes dans la nuit (Women in the Night) de William Rowland : le docteur allemand
- 1952 : Le Guêpier (en) (Walk East on Beacon) d'Alfred L. Werker : August Helmuth
- 1956 : Singing in the Dark (en) de Max Nosseck : un réfugié
- 1966 : Mister Buddwing de Delbert Mann : un passant dans la rue
- 1980 : Union City de Marcus Reichert : Ludendorff
- 1983 : Lovesick de Marshall Brickman : un analyste

### Télévision

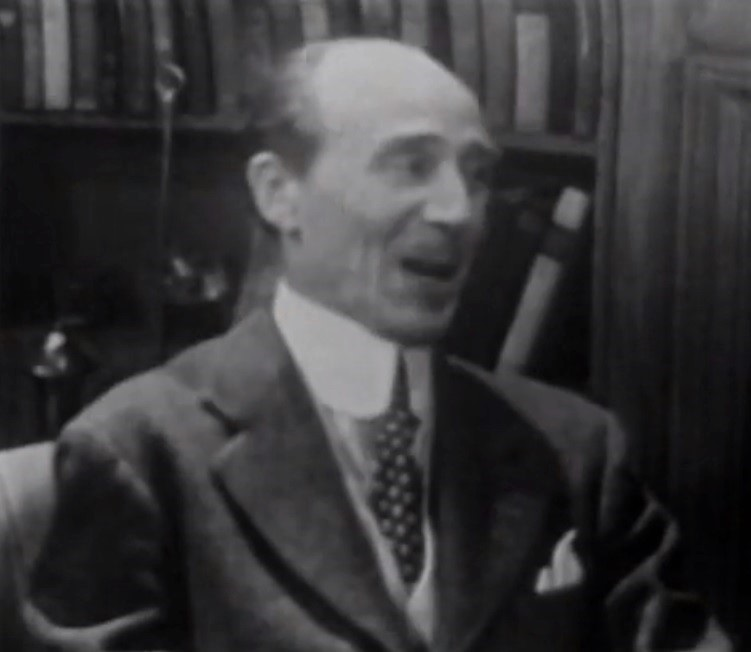
Dans la série Lights Out, épisode Beware This Woman (1950)

#### Séries
- 1950 : Lights Out (en), saison 3, épisode 15 Beware This Woman : Birdlip
- 1951-1952 : Studio One
  - Saison 3, épisode 30 Le Temps de l'hiver (Wintertime, 1951)
  - Saison 4, épisode 45 Stan le tueur (Stan, the Killer, 1952) : Lucas
- 1966 : Hawk, l'oiseau de nuit (Hawk), saison unique, épisode 4 Game with a Dead End de Sam Wanamaker : le superintendant
- 1987 : Hals über Kopf (de), saison unique, épisode pilote Hals über Kopf : Hubert Hund Sr.

#### Téléfilms
- 1963 : Der grüne Kaladu de Michael Kehlmann : Grasset
- 1967 : Le Journal d'Anne Frank (en) (The Diary of Anne Frank) d'Alex Segal : Kraler

## Note et référence
1. ↑  Voir la rubrique « Biographie » de sa fiche IMDb ci-après.